# 콜스콜
케르네멜크스콜스콜(덴마크어: kærnemælkskoldskål) 또는 콜스콜(덴마크어: koldskål)은 우락유, 달걀, 설탕, 크림, 바닐라, 레몬 등으로 만들어지는 차가운 수프이다. 재료로 다른 종류의 유제품이 들어가기도 한다. 케르네멜크스콜스콜은 우락유가 덴마크에서 흔해지기 시작한 1900년대 초반에 처음 생겨났으며 디저트나 간식으로서 많은 덴마크인들의 사랑을 받아왔다. 1979년부터는 덴마크의 많은 슈퍼마켓에서 우락유 콜스콜을 팔기 시작했으며 빠르게 상업화되어 지금에 이르고 있다.

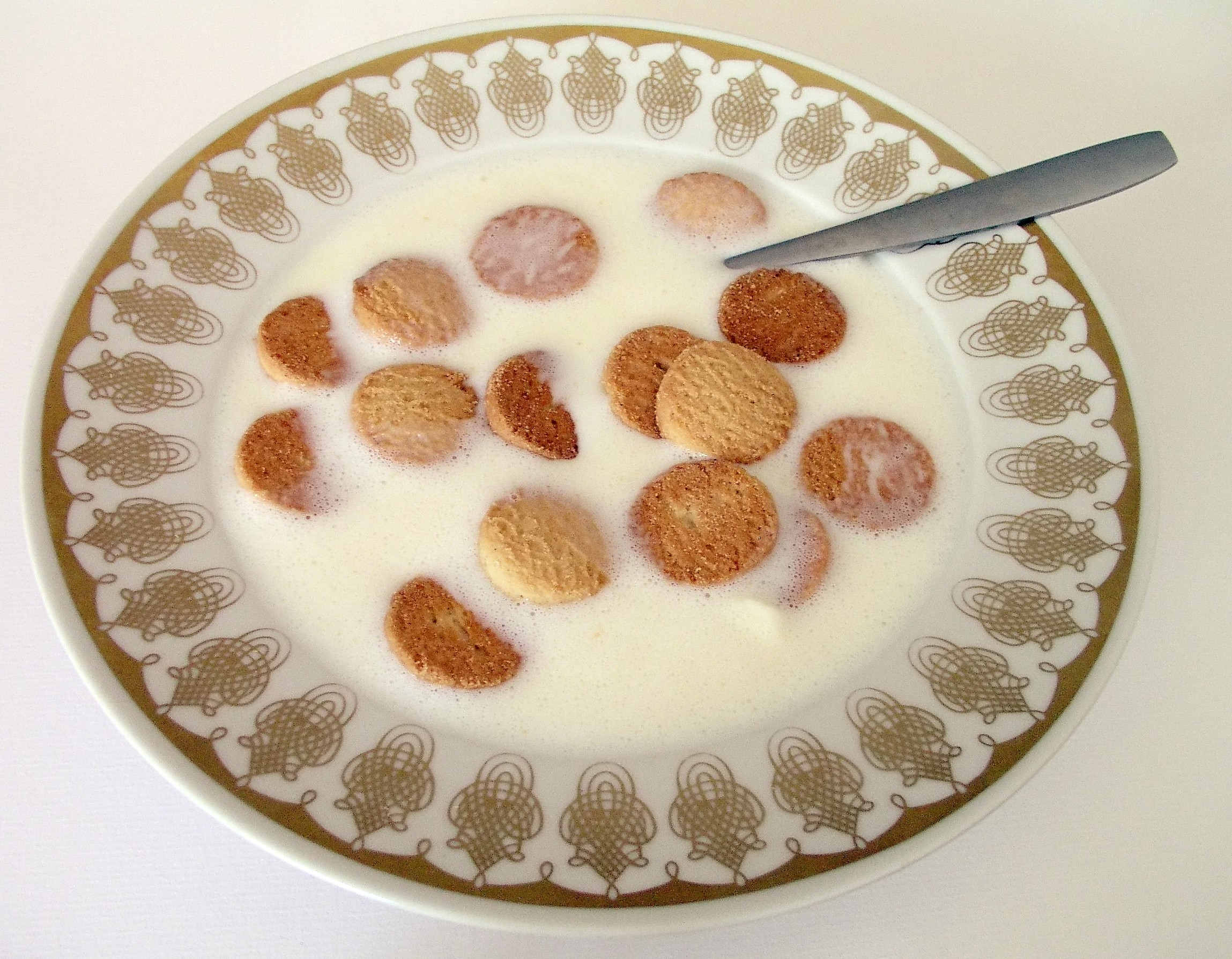
콜스콜과 비스킷

## 이름
단어 "콜스콜"은 덴마크어에서 차가운 그릇을 의미하며 실제로 이 수프를 먹을 때에는 그릇에 담아서 먹는 풍습이 존재한다. 둥근 비스킷과 함께 먹는 풍습 또한 이어지고 있다. "케르네멜크"는 "우락유"를 뜻한다.

## 같이 보기
- 덴마크 요리
- 우락유
- 수프